# Clitos d'Il·líria
Clitos (en grec antic: Κλεῖτος, llatí: Cleitus) fou un rei d'Il·líria del segle iv aC. Era fill del rei Bardil·lis.
El rei Glàucies dels taulantis li va prometre ajut, i amb aquesta promesa es va revoltar contra Alexandre el Gran. Alexandre va envair el país, però els il·liris van mantenir les seves posicions fortificades i els macedonis van haver d'abandonar el país i refugiar-se als territoris de Glàucies. Alexandre va realitzar un contraatac, i els macedonis els van derrotar i Clitos es van haver de retirar cap al regne dels taulantis. Flavi Arrià explica un terrible sacrifici que van fer els il·liris abans de la primera batalla amb Alexandre, on van oferir tres noies i tres nois i tres moltons negres. També parlen de Clitos Plutarc i Diodor de Sicília.